# Walkirie

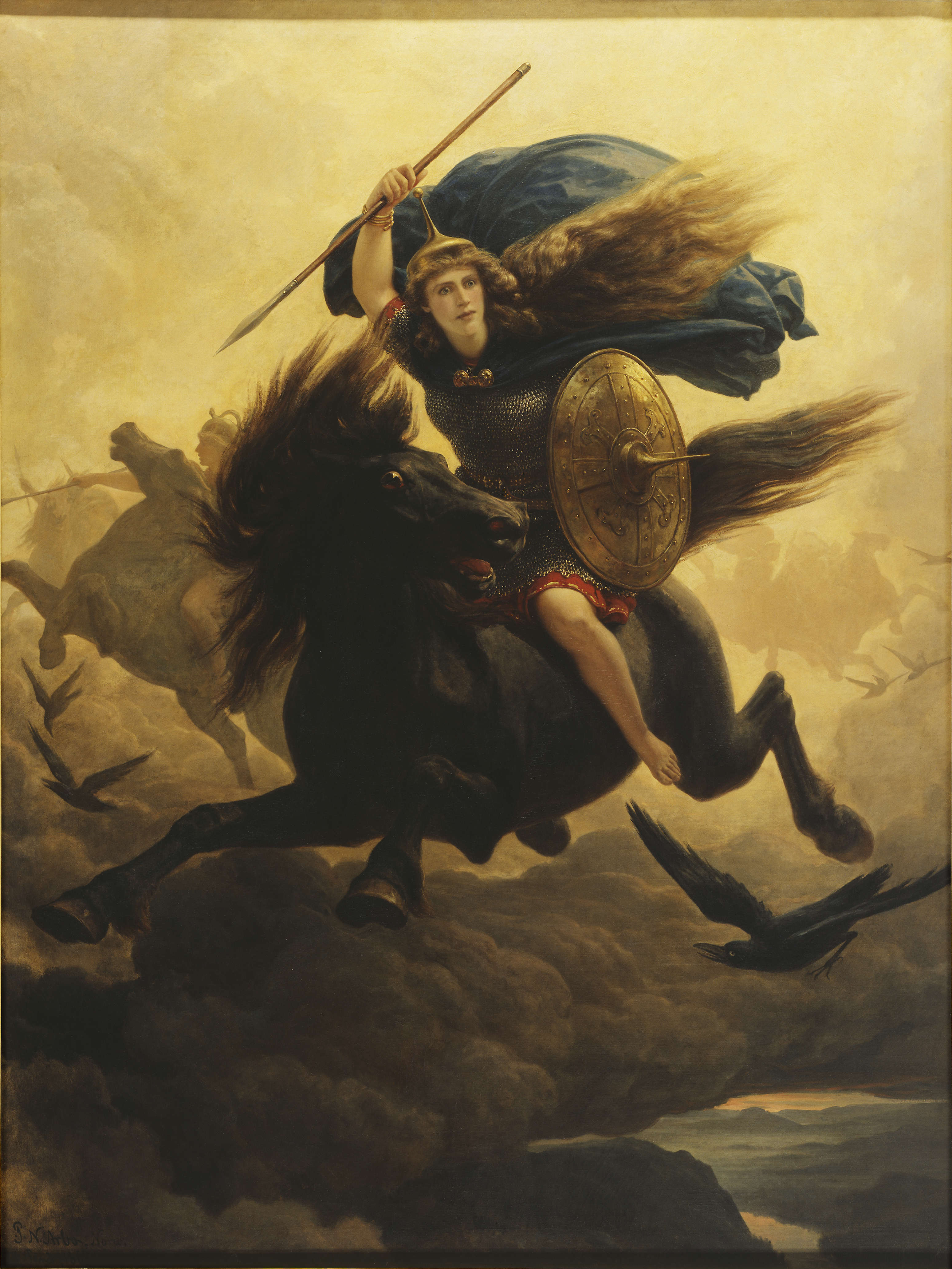
Peter Nicolai Arbo Walkiria

Edward Robert Hughes
Czuwanie Walkirii

Walkirie (norw. i duń. Valkyrie, szw. Valkyria) – w mitologii nordyckiej pomniejsze boginie, córki Odyna, zwykle przedstawiane jako piękne dziewice-wojowniczki dosiadające skrzydlatych koni (czasem wilków), uzbrojone we włócznie i tarcze. Najbardziej znane walkirie nosiły przydomki Wyjąca i Wściekła.
Zadaniem Walkirii było sprowadzanie dusz najdzielniejszych poległych w boju wojowników, Einherjerów, do Walhalli. Były również posłankami Odyna i służkami usługującymi podczas uczt w Walhalli.
Jeden z mitów o walkiriach – historia romansu Brunhildy z wojownikiem Sygurdem – posłużył za kanwę jednego z wątków miłosnych w dramatach muzycznych Richarda Wagnera Walkiria, Zygfryd, Zmierzch bogów wchodzących w skład tetralogii Pierścień Nibelunga (Der Ring des Nibelungen).

## Alfabetyczna lista walkirii
- Brunhilda (Brynhildr)
- Göndul
- Gudr
- Gunn
- Herfjoturr
- Hildr
- Hladgunnr
- Hlokk
- Hrist
- Mist
- Olrun
- Rota
- Sigrdrifa (Sigrdrífa)
- Sigrun (Sigrún)
- Skagull
- Skeggjald
- Skuld
- Svafa (Sváva)
- Thrud (Þrúðr)
- Madziga

W wagnerowskim Pierścieniu Nibelunga walkirii było dziewięć, a ich imiona różniły się od przedstawionej wyżej listy.
W różnych wersjach do listy dodaje się też:
- Eir
- Geirahod (Geirahöð)
- Geiravor
- Geirdriful
- Geirönul, Geirrönul, Geirömul lub Geirölul
- Goll (Göll)
- Herja
- Hervor alvitr (Hervör alvitr)
- Hjalmthrimul (Hjalmþrimul)
- Hjorthrimul (Hjörþrimul)
- Hrund
- Kára
- Radgridr
- Reginleif
- Sanngridr
- Skalmold
- Sveid
- Svipul
- Thogn
- Thrima